# 그레임 시걸
그레임 브라이스 시걸(영어: Graeme Bryce Segal, 1941–)은 영국의 수학자다. 현재 옥스퍼드 대학교 교수다.

## 생애
시드니에서 태어났고, 시드니 대학교에서 1961년 학사 학위(BSc)를 수여받았다. 1967년 옥스퍼드 대학교 세인트 캐서린 칼리지(St Catherine’s College)에서 마이클 아티야 아래 동변(equivariant) 위상 K이론에 대한 논문으로 박사 학위(DPhil)를 수여받았다.
1982년 왕립 학회의 회원이 되었다. 2010년 실베스터 메달을 수여받았다. 2011년 런던 수학회 회장이 되었다.